# ABN AMRO World Tennis Tournament
El torneig de Rotterdam, conegut oficialment com a ABN AMRO World Tennis Tournament, és un torneig de tennis professional que es disputa anualment sobre pista dura a l'Ahoy Rotterdam de Rotterdam, Països Baixos. Actualment pertany a les sèries ATP World Tour 500 del circuit ATP masculí i és el primer torneig d'aquesta categoria que es juga a la temporada.

## Història
El torneig es va crear l'any 1972 amb el nom de Rotterdam Indoor, però l'any següent no es va disputar. L'any 1974, el banc ABN AMRO va adquirir el patrocini del torneig i des de llavors ha conservat el mateix nom i s'ha disputat sempre en la mateixa seu. L'extennista neerlandès Richard Krajicek fou nomenat director del torneig l'any 2004.
La final del 1984, entre Jimmy Connors i Ivan Lendl, es va interrompre en el segon set a causa d'una amenaça de bomba i el partit es va suspendre definitivament, de manera que ambdós tenistes foren declarats vencedors.
Arthur Ashe és el tennista que ha aconseguit més títols individuals amb tres victòries (1972, 1975-76).

## Palmarès

### Individual masculí

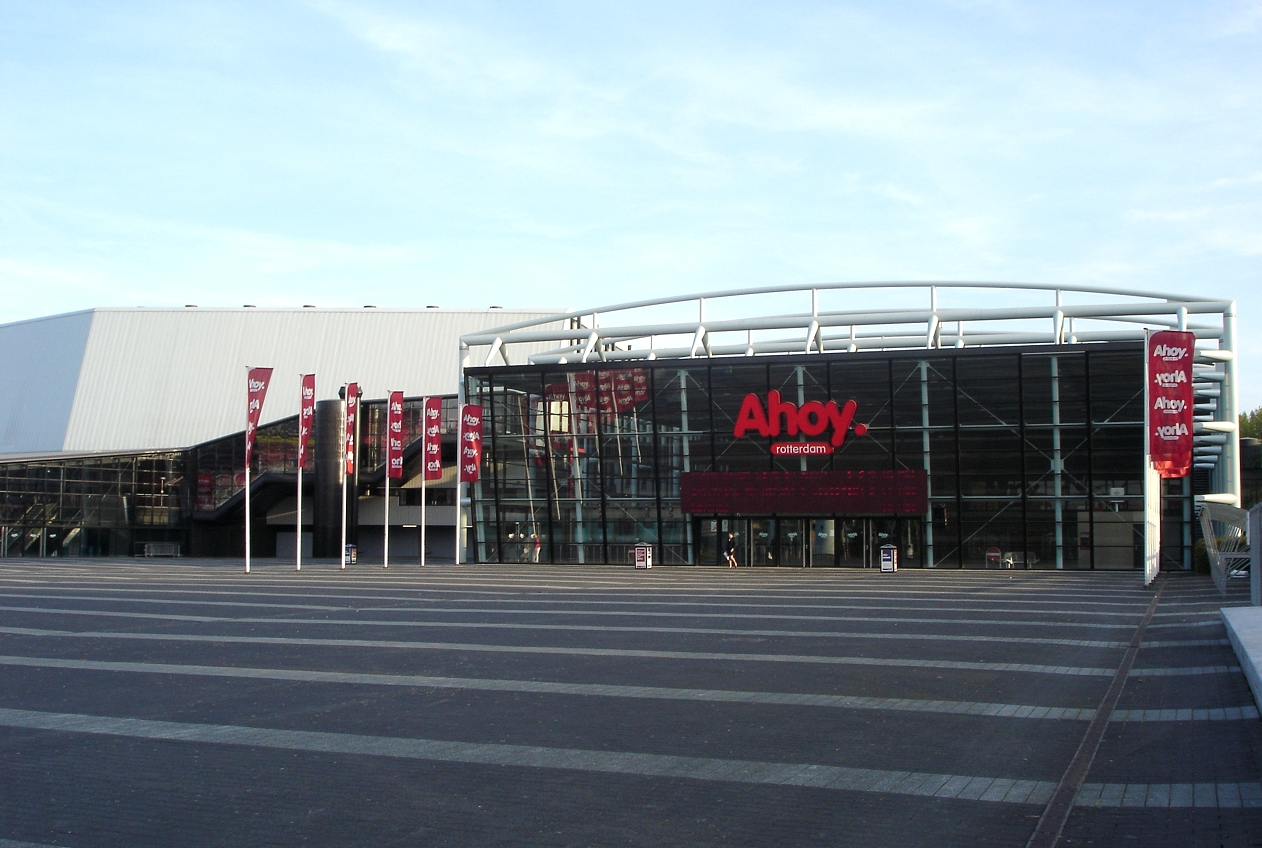
Ahoy Rotterdam

| Any  | Campió                | Finalista                | Resultat               |
| ---- | --------------------- | ------------------------ | ---------------------- |
| 2025 | Carlos Alcaraz        | Alex de Minaur           | 6−4, 3−6, 6−2          |
| 2024 | Jannik Sinner         | Alex de Minaur           | 7−5, 6−4               |
| 2023 | Daniïl Medvédev       | Jannik Sinner            | 5−7, 6−2, 6−2          |
| 2022 | Félix Auger-Aliassime | Stéfanos Tsitsipàs       | 6−4, 6−2               |
| 2021 | Andrei Rubliov        | Márton Fucsovics         | 7−6(4), 6−4            |
| 2020 | Gaël Monfils (2)      | Félix Auger-Aliassime    | 6−2, 6−4               |
| 2019 | Gaël Monfils          | Stan Wawrinka            | 6−3, 1−6, 6−2          |
| 2018 | Roger Federer (3)     | Grigor Dimitrov          | 6−2, 6−2               |
| 2017 | Jo-Wilfried Tsonga    | David Goffin             | 4−6, 6−4, 6−1          |
| 2016 | Martin Kližan         | Gaël Monfils             | 6−7(1), 6−3, 6−1       |
| 2015 | Stan Wawrinka         | Tomáš Berdych            | 4−6, 6−3, 6−4          |
| 2014 | Tomáš Berdych         | Marin Čilić              | 6−4, 6−2               |
| 2013 | Juan Martín del Potro | Julien Benneteau         | 7−6(2), 6−3            |
| 2012 | Roger Federer         | Juan Martín del Potro    | 6−1, 6−4               |
| 2011 | Robin Söderling (2)   | Jo-Wilfried Tsonga       | 6−3, 3−6, 6−3          |
| 2010 | Robin Söderling       | Mikhaïl Iujni            | 6−4, 2−0, retirada     |
| 2009 | Andy Murray           | Rafael Nadal             | 6−3, 4−6, 6−0          |
| 2008 | Michael Llodra        | Robin Söderling          | 6−7(3), 6−3, 7−6(4)    |
| 2007 | Mikhaïl Iujni         | Ivan Ljubičić            | 6−2, 6−4               |
| 2006 | Radek Štěpánek        | Christophe Rochus        | 6−0, 6−3               |
| 2005 | Roger Federer         | Ivan Ljubičić            | 5−7, 7−5, 7−6(5)       |
| 2004 | Lleyton Hewitt        | Juan Carlos Ferrero      | 6−7(1), 7−5, 6−4       |
| 2003 | Max Mirnyi            | Raemon Sluiter           | 7−6(3), 6−4            |
| 2002 | Nicolas Escudé (2)    | Tim Henman               | 3−6, 7−6(6), 6−4       |
| 2001 | Nicolas Escudé        | Roger Federer            | 7−5, 3−6, 7−6(5)       |
| 2000 | Cédric Pioline        | Tim Henman               | 6−7(3), 6−4, 7−6(4)    |
| 1999 | Yevgeni Kàfelnikov    | Tim Henman               | 6−2, 7−6(3)            |
| 1998 | Jan Siemerink         | Thomas Johansson         | 7−6(2), 6−2            |
| 1997 | Richard Krajicek (2)  | Daniel Vacek             | 7−6(4), 7−6(5)         |
| 1996 | Goran Ivanišević      | Yevgeni Kàfelnikov       | 6−4, 3−6, 6−3          |
| 1995 | Richard Krajicek      | Paul Haarhuis            | 7−6(5), 6−4            |
| 1994 | Michael Stich         | Wayne Ferreira           | 4−6, 6−3, 6−0          |
| 1993 | Anders Jarryd         | Karel Nováček            | 6−3, 7−5               |
| 1992 | Boris Becker          | Aleksandr Vólkov         | 7−6(9), 4−6, 6−2       |
| 1991 | Omar Camporese        | Ivan Lendl               | 3−6, 7−6(4), 7−6(4)    |
| 1990 | Brad Gilbert          | Jonas Svensson           | 6−1, 6−3               |
| 1989 | Jakob Hlasek          | Anders Jarryd            | 6−1, 7−5               |
| 1988 | Stefan Edberg (2)     | Miloslav Mečíř           | 7−6, 6−2               |
| 1987 | Stefan Edberg         | John McEnroe             | 3−6, 6−3, 6−1          |
| 1986 | Joakim Nyström        | Anders Jarryd            | 6−0, 6−3               |
| 1985 | Miloslav Mečíř        | Jakob Hlasek             | 6−1, 6−2               |
| 1984 |                       | Ivan Lendl Jimmy Connors | 6−0, 1−0 final suspesa |
| 1983 | Gene Mayer            | Guillermo Vilas          | 6−1, 7−6               |
| 1982 | Guillermo Vilas       | Jimmy Connors            | 0−6, 6−2, 6−4          |
| 1981 | Jimmy Connors (2)     | Gene Mayer               | 6−1, 2−6, 6−2          |
| 1980 | Heinz Günthardt       | Gene Mayer               | 6−2, 6−4               |
| 1979 | Björn Borg            | John McEnroe             | 6−4, 6−2               |
| 1978 | Jimmy Connors         | Raúl Ramírez             | 7−5, 7−5               |
| 1977 | Dick Stockton         | Ilie Nastase             | 2−6, 6−3, 6−3          |
| 1976 | Arthur Ashe (3)       | Robert Lutz              | 6−3, 6−3               |
| 1975 | Arthur Ashe           | Tom Okker                | 3−6, 6−2, 6−4          |
| 1974 | Tom Okker             | Tom Gorman               | 3−6, 7−6(2), 6−1       |
| 1973 | No celebrat           | No celebrat              | No celebrat            |
| 1972 | Arthur Ashe           | Tom Okker                | 4−6, 6−2, 6−1          |

### Dobles masculins
| Any  | Campions                                | Finalistes                          | Resultat             |
| ---- | --------------------------------------- | ----------------------------------- | -------------------- |
| 2025 | Simone Bolelli Andrea Vavassori         | Sander Gillé Jan Zieliński          | 6−2, 4−6, [10−6]     |
| 2024 | Wesley Koolhof Nikola Mektić            | Robin Haase Botic van de Zandschulp | 6−3, 7−5             |
| 2023 | Ivan Dodig Austin Krajicek              | Rohan Bopanna Matthew Ebden         | 7−6(5), 2−6, [12−10] |
| 2022 | Robin Haase Matwé Middelkoop            | Lloyd Harris Tim Pütz               | 4−6, 7−6(5), [10−5]  |
| 2021 | Nikola Mektić Mate Pavić                | Kevin Krawietz Horia Tecău          | 7−6(7), 6−2          |
| 2020 | Pierre-Hugues Herbert Nicolas Mahut (2) | Henri Kontinen Jan-Lennard Struff   | 7−6(5), 4−6, [10−7]  |
| 2019 | Jérémy Chardy Henri Kontinen            | Jean-Julien Rojer Horia Tecău       | 7−6(5), 7−6(4)       |
| 2018 | Pierre-Hugues Herbert Nicolas Mahut     | Oliver Marach Mate Pavić            | 2−6, 6−2, [10−7]     |
| 2017 | Ivan Dodig Marcel Granollers            | Wesley Koolhof Matwé Middelkoop     | 7−6(5), 6−3          |
| 2016 | Nicolas Mahut Vasek Pospisil            | Philipp Petzschner Alexander Peya   | 7−6(2), 6−4          |
| 2015 | Jean-Julien Rojer Horia Tecau           | Jamie Murray John Peers             | 3−6, 6−3, [10−8]     |
| 2014 | Michaël Llodra Nicolas Mahut            | Jean-Julien Rojer Horia Tecău       | 6−2, 7−6(4)          |
| 2013 | Robert Lindstedt Nenad Zimonjić         | Thiemo de Bakker Jesse Huta Galung  | 5−7, 6−3, [10−8]     |
| 2012 | Michaël Llodra Nenad Zimonjić           | Robert Lindstedt Horia Tecău        | 4−6, 7−5, [16−14]    |
| 2011 | Jürgen Melzer Philipp Petzschner        | Michaël Llodra Nenad Zimonjić       | 6−4, 3−6, [10−5]     |
| 2010 | Daniel Nestor Nenad Zimonjić (2)        | Simon Aspelin Paul Hanley           | 6−4, 4−6, [10−7]     |
| 2009 | Daniel Nestor Nenad Zimonjić            | Lukáš Dlouhý Leander Paes           | 6−2, 7−5             |
| 2008 | Tomáš Berdych Dmitri Tursúnov           | Philipp Kohlschreiber Mikhaïl Iujni | 7−5, 3−6, [10−7]     |
| 2007 | Martin Damm Leander Paes                | Andrei Pavel Alexander Waske        | 6−3, 6−7(5), [10−7]  |
| 2006 | Paul Hanley Kevin Ullyett               | Jonathan Erlich Andy Ram            | 7−6(4), 7−6(2)       |
| 2005 | Jonathan Erlich Andy Ram                | Cyril Suk Pavel Vízner              | 6−4, 4−6, 6−3        |
| 2004 | Paul Hanley Radek Štěpánek              | Jonathan Erlich Andy Ram            | 5−7, 7−6(5), 7−5     |
| 2003 | Wayne Arthurs Paul Hanley               | Roger Federer Max Mirnyi            | 7−6(4), 6−2          |
| 2002 | Roger Federer Max Mirnyi                | Mark Knowles Daniel Nestor          | 4−6, 6−3, [10−4]     |
| 2001 | Jonas Björkman Roger Federer            | Petr Pála Pavel Vízner              | 6−3, 6−0             |
| 2000 | David Adams John-Laffnie de Jager (2)   | Tim Henman Ievgueni Kàfelnikov      | 5−7, 6−2, 6−3        |
| 1999 | David Adams John-Laffnie de Jager       | Neil Broad Peter Tramacchi          | 6−7(5), 6−3, 6−4     |
| 1998 | Jacco Eltingh Paul Haarhuis (2)         | Neil Broad Piet Norval              | 7−6, 6−3             |
| 1997 | Jacco Eltingh Paul Haarhuis             | Libor Pimek Byron Talbot            | 7−6(5), 6−4          |
| 1996 | David Adams Marius Barnard              | Hendrik Jan Davids Cyril Suk        | 6−3, 5−7, 7−6        |
| 1995 | Martin Damm Anders Järryd               | Tomas Carbonell Francisco Roig      | 6−3, 6−2             |
| 1994 | Jeremy Bates Jonas Björkman             | Jacco Eltingh Paul Haarhuis         | 6−4, 6−1             |
| 1993 | Henrik Holm Anders Järryd               | David Adams Andrei Olkhovski        | 6−4, 7−6             |
| 1992 | Marc-Kevin Goellner David Prinosil      | Paul Haarhuis Mark Koevermans       | 6−2, 6−7, 7−6        |
| 1991 | Patrick Galbraith Anders Järryd         | Steve DeVries David Macpherson      | 7−6, 6−2             |
| 1990 | Leonardo Lavalle Jorge Lozano           | Diego Nargiso Nicolás Pereira       | 6−3, 7−6             |
| 1989 | Miloslav Mečíř Milan Šrejber            | Jan Gunnarsson Magnus Gustafsson    | 7−6, 6−0             |
| 1988 | Patrik Kühnen Tore Meinecke             | Magnus Gustafsson Diego Nargiso     | 7−6, 7−6             |
| 1987 | Stefan Edberg Anders Järryd             | Chip Hooper Mike Leach              | 3−6, 6−3, 6−4        |
| 1986 | Stefan Edberg Slobodan Živojinović      | Wojtek Fibak Matt Mitchell          | 2−6, 6−3, 6−2        |
| 1985 | Tomáš Šmíd Pavel Složil                 | Vitas Gerulaitis Paul McNamee       | 6−4, 6−4             |
| 1984 | Kevin Curren Wojtek Fibak               | Fritz Buehning Ferdi Taygan         | 6−4, 6−4             |
| 1983 | Fritz Buehning Tom Gullikson            | Peter Fleming Pavel Složil          | 7−6, 4−6, 7−6        |
| 1982 | Mark Edmondson Sherwood Stewart         | Fritz Buehning Kevin Curren         | 7−5, 6−2             |
| 1981 | Fritz Buehning Ferdi Taygan             | Gene Mayer Sandy Mayer              | 7−6, 1−6, 6−4        |
| 1980 | Vijay Amritraj Stan Smith               | Bill Scanlon Brian Teacher          | 6−4, 6−3             |
| 1979 | Peter Fleming John McEnroe              | Heinz Günthardt Bernard Mitton      | 6−4, 6−4             |
| 1978 | Fred McNair Raúl Ramírez                | Robert Lutz Stan Smith              | 6−2, 6−3             |
| 1977 | Wojtek Fibak Tom Okker                  | Vijay Amritraj Dick Stockton        | 6−4, 6−4             |
| 1976 | Rod Laver Frew McMillan                 | Arthur Ashe Tom Okker               | 6−1, 6−7(4), 7−6(5)  |
| 1975 | Bob Hewitt Frew McMillan (2)            | José Higueras Balázs Taróczy        | 6−2, 6−2             |
| 1974 | Bob Hewitt Frew McMillan                | Pierre Barthès Ilie Năstase         | 3−6, 6−4, 6−3        |
| 1973 | No celebrat                             | No celebrat                         | No celebrat          |
| 1972 | Roy Emerson John Newcombe               | Arthur Ashe Robert Lutz             | 6−2, 6−3             |